# Tatarcık, Mihalıçcık
Tatarcık là một xã thuộc huyện Mihalıçcık, tỉnh Eskişehir, Thổ Nhĩ Kỳ. Dân số thời điểm năm 2011 là 22 người.